# Castell del Port de Sóller
El Castell del Port de Sóller, també anomenat Torre de l'Alcaid, sa Torre pels sollerics, és una torre de defensa de Mallorca situada al Port de Sóller. Està declarada Bé d'Interès Cultural.
Es tracta d'una edificació en forma de torre construïda al segle xvi amb una bateria d'artilleria adossada que tenia la funció de defensar el Port de les amenaces enemigues, i principalment pirates i corsaris. Va ser reconvertit en habitatge particular amb la construcció d'una casa adossada, i no és visitable.

## Descripció
Es tracta d'una torre cilíndrica amb una sola habitació, que constituïa una gran cambra pel torrer. Una escala conduïa al terrat, que era voltat d'un parapet llevat de la part que mira a la Mola, on és més elevat i amb espilleres per protegir-se d'un possible atac. Adossat a la torre hi havia una bateria.

## Història
De resultes de l'atac corsari de 1542, i a instàncies del lloctinent Felip de Cervelló, es decidí construir una fortificació per defensar el port i impedir un nou desembarcament. El 1543 començaren les obres, que degueren acabar el 1545, atès que, damunt la llinda del portal, hi ha una inscripció que llegeix: «1545 s'acaba lo prebastió».
El 1561 va impedir el desembarcament de les tropes del corsari Otxalí, les quals, no obstant això, desembarcaren fora del port, a la zona de les Puntes, causant terror a tota la vila (fets commemorats al Firó cada mes de maig). Al segle xvii assumí també la funció de senyalització de l'entrada del port: s'encenia cada vespre un llum el combustible del qual havia de ser aportat per la vila. La fortificació anà perdent amb el temps la seva importància estratègica, però continuà tenint una guarnició i un governador fins a l'any 1864.
Un dels seus comandaments esdevingué per unes poques hores carceller d'un dels primers turistes francesos que visitaren l'illa al segle xix, l'artista Jean-Joseph Bonaventure Laurens, que explica que va ser detengut com a resultat de la manca d'ocupacions del destacament i va ser alliberat gràcies a la intervenció del cònsol francès a Sóller. Laurens va escriure l'obra Records d'un viatge artístic a l'illa de Mallorca (Montpeller 1840), que inclou una litografia de la torre.
El 1877, la torre, ja considerada definitivament obsoleta i en estat d'abandonament, fou venuda a particulars. Posteriorment, fou reconvertida en habitatge.